# Oxydesmus xanthomelas
Oxydesmus xanthomelas är en mångfotingart som beskrevs av Cook 1896. Oxydesmus xanthomelas ingår i släktet Oxydesmus och familjen Oxydesmidae. Inga underarter finns listade i Catalogue of Life.